# Christopher Fiola
Christopher Fiola (ur. 22 września 1996 w Montrealu) – kanadyjski łyżwiarz szybki, złoty medalista mistrzostw świata.

## Kariera
Podczas mistrzostw świata juniorów w Changchun w 2016 zdobył srebrne medale w biegu na 500 m, starcie masowym i biegu drużynowym.
Na mistrzostwach świata na dystansach w Heerenveen w 2023 zdobył złoty medal w sprincie drużynowym. Zajął tam także 12. miejsce w biegu na 500 m.